# Zafferana Etnea
Zafferana Etnea ist eine Stadt und Gemeinde der Metropolitanstadt Catania in der Region Sizilien in Italien mit 9384 Einwohnern (Stand 31. Dezember 2023).

## Lage und Daten
Zafferana Etnea liegt 28 Kilometer nördlich von Catania am Osthang des Ätnas. Die Einwohner arbeiten hauptsächlich im Holzhandel, im Tourismus und in der Landwirtschaft.
Die Nachbargemeinden sind Aci Sant’Antonio, Acireale, Adrano, Belpasso, Biancavilla, Bronte, Castiglione di Sicilia, Giarre, Maletto, Milo, Nicolosi, Pedara, Randazzo, Sant’Alfio, Santa Venerina, Trecastagni und Viagrande.

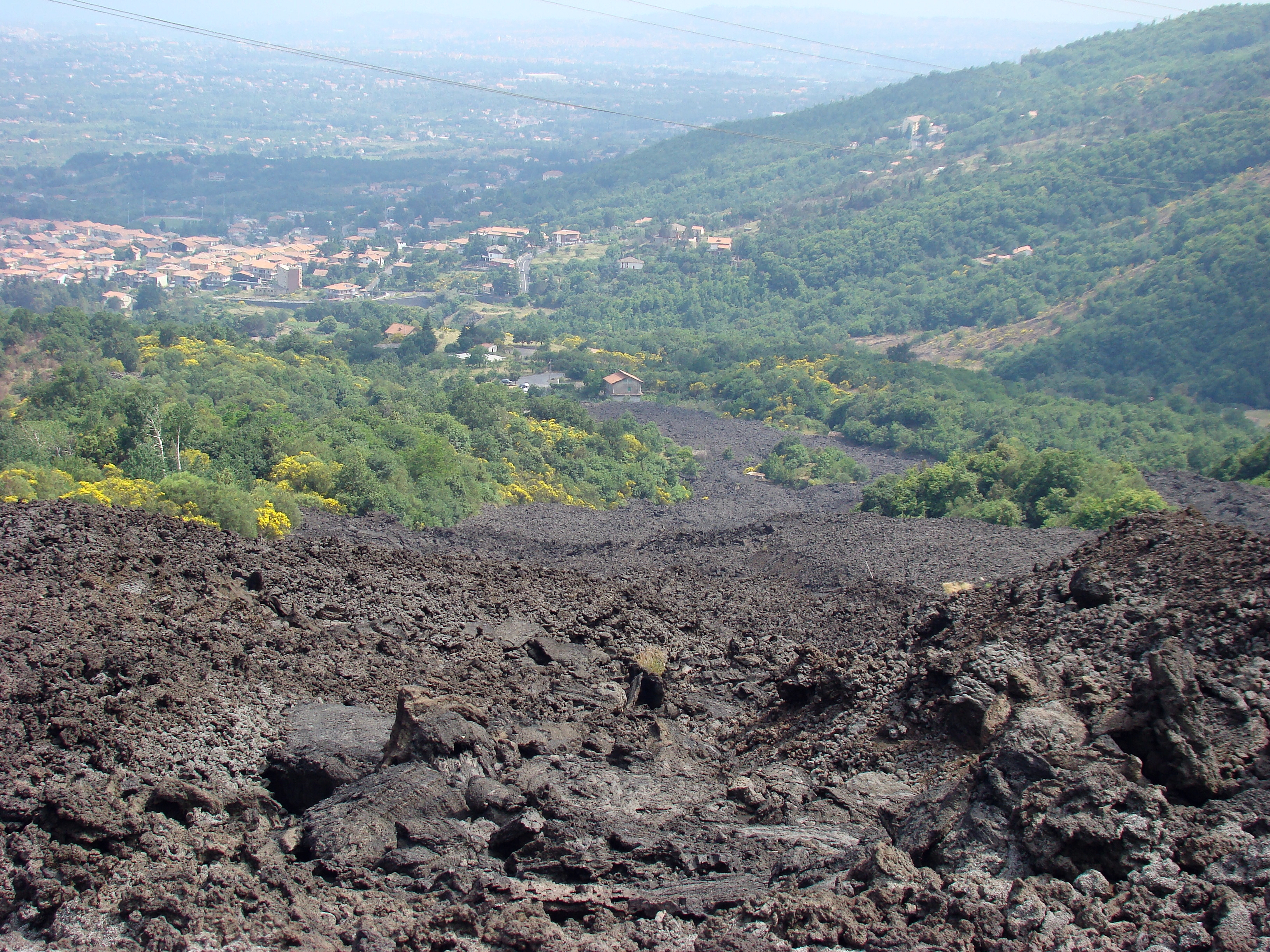
Lavastrom Richtung Zafferana

## Geschichte
Der Ort entstand 1387 in der Umgebung des Priorats San Giovanni. In der Vergangenheit haben Lavaströme aus dem Ostkrater des Ätnas den Ort zerstört. 1852 und 1992 stoppte der Lavafluss nur einige hundert Meter vor dem Ort.

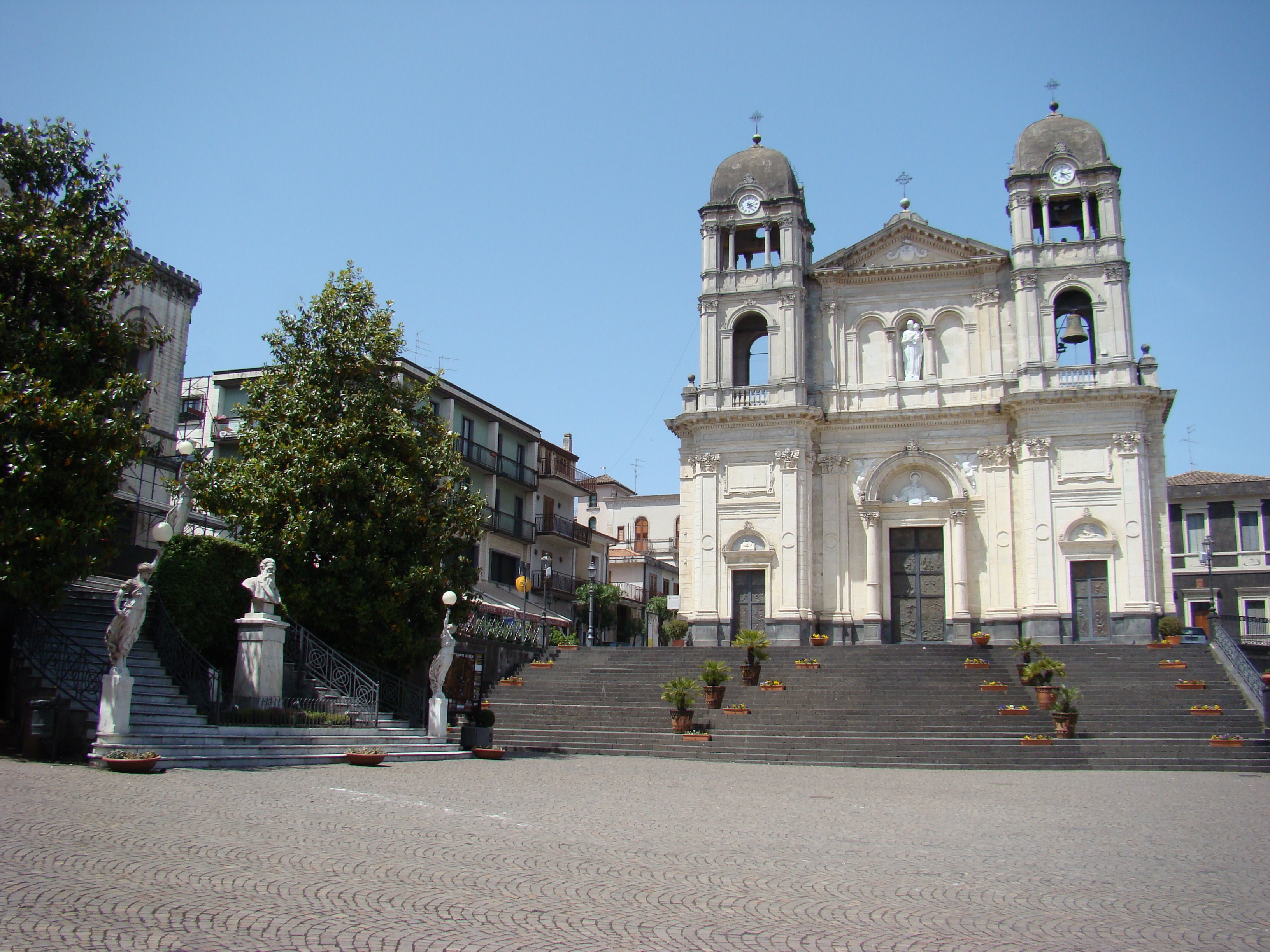
Piazza Umberto I. mit Pfarrkirche

## Sehenswürdigkeiten
- Rathaus mit Gemälden von Giuseppe Sciuti
- Pfarrkirche Santa Maria della Provvidenza an der Piazza Umberto I., erbaut im Barockstil
- Der Lavastrom von 1992 am Ortsrand mit Statue der Schutzheiligen Madonna della Provvidenza

## Söhne und Töchter der Stadt
- Giuseppe Sciuti (1834–1911), Maler
- Luciano Maugeri (1888–1958), Politiker, ehemaliger Bürgermeister von Palermo
- Alfio Rapisarda (* 1933), römisch-katholischer Geistlicher, Diplomat des Heiligen Stuhls